# イミプロトリン
イミプロトリン（Imiprothrin）は、合成ピレスロイド系の殺虫剤の1種である。室内用の殺虫剤製品の成分として含まれていることがある。ヒトに対する急性毒性は低いのに対して、昆虫には神経毒として作用し、麻痺を引き起こす。なお引火点は110℃である。